# 金童 (越南)
金童（1929年—1943年2月15日），本名農文亮（一些地方誤作Nông Văn Dền），越南高平省河廣縣長河社納馬村（thôn Nà Mạ）的一名儂族少年。1943年金童在執行越盟的任務時，被法國軍隊開槍射殺，年僅14歲。

## 姓名
金童本名叫農文亮（Nông Văn Dèn）。“Dèn”在岱儂語中意爲錢，一些書刊將他的名字拼寫作了“Dền”（這個字沒有任何意思）。也許是金童的父母希望兒子以後能過上好日子，所以才取了這樣的名字。